# Before I Disappear
Pour plus de détails, voir Fiche technique et Distribution.
Before I Disappear est une comédie dramatique américano-britannique réalisée par Shawn Christensen, sortie en 2014.

## Fiche technique
- Titre original et français: Before I Disappear
- Réalisation et scénario : Shawn Christensen
- Décors : Scott Kuzio
- Costumes : Mikaela Wohl
- Photographie : Daniel Katz
- Montage : Andrew Napier, Damon Russell et Shawn Christensen
- Musique : Darren Morze
- Production : Terry Leonard, Shawn Christensen, Damon Russell, Lucan Toh et Paul Wesley

Production déléguée : Christopher Eoyang, Nick Harbinson, Emily Leo et Oliver Roskill
Production exécutive : Isaac Wilkins
Production associée : Brenden Hubbard
- Sociétés de production : Wigwam Films, Fuzzy Logic Pictures et Strongman
- Sociétés de distribution : VisioSfeir et IFC Films
- Pays de production :  États-Unis et  Royaume-Uni
- Langue originale : anglais
- Durée : 93 minutes
- Genre : Comédie dramatique
- Dates de sortie :
  - États-Unis : 28 novembre 2014
  - France : 2 décembre 2015

## Distribution
- Shawn Christensen : Richie
- Fátima Ptacek : Sophia
- Emmy Rossum : Maggie
- Paul Wesley : Gideon
- Ron Perlman : Bill
- Richard Schiff : Bruce Warham
- Fran Kranz : Darren
- Isabelle McNally : Vista
- Sean Ringgold : Devon
- Michael Drayer : Jordan
- Joseph Perrino : Ellis
- Victor Cruz : Terry, le portier
- Camille Howard : l'agent de détention